# Прапор Берестейської області
Прапор Берестейської області затверджений указом Президента № 446 від 14 вересня 2004 року. 

## Опис
Являє собою прямокутне полотнище червоно-блакитного кольору зі співвідношенням сторін 1:2. По краях — дві вертикальні блакитні смуги. Посередині — широка червона смуга, що завершується формою оборонної споруди. У центрі червоної смуги — золотий зубр.